# Стадион Захир Пајазити
Стадион Захир Пајазити (алб. Stadiumi Zahir Pajaziti) вишенаменски је стадион у Подујеву. Дом је фудбалског клуба Лапи. Има капацитет од 5.000 седишта.